# Sucha zgnilizna bulw ziemniaka
Sucha zgnilizna bulw ziemniaka (ang. dry rot of potato) – grzybowa choroba ziemniaka wywołana przez kilka gatunków grzybów: Fusarium sulphureum, Fusarium culmorum, Fusarium roseum i Fusarium avenaceum.

## Objawy i szkodliwość
Objawy pojawiają się bardzo późno. Pierwsze infekcje występują pod koniec lata, najczęściej jednak bulwy ulegają zainfekowaniu podczas wykopków i przechowywania. Patogeny wnikają do bulwy przez wszelkiego rodzaju uszkodzenia i otarcia skórki. Pierwsze objawy choroby można zaobserwować w przechowalni po 3–4 tygodniach. Mają postać ciemnobrunatnych plam. Plamy te stopniowo powiększają się, a miąższ pod nimi mięknie i zapada się. Na pomarszczonej skórce bulwy powstają koncentryczne naloty grzybni. Mają one różną barwę w zależności od gatunku patogenu, który dokonał infekcji. Mogą być białe, kremowe lub różowe. Na przekroju bulwa ma barwę od jasnej do beżowej. Na ich ścianach również powstaje nalot. Ostatecznie grzybnia całkowicie niszczy bulwę. Wysycha ona, marszczy się i mumifikuje. Jest lekka i wyglądem przypomina suszoną śliwkę.
Objawy suchej zgnilizny czasem przypominają objawy fomozy ziemniaka. Ale przy fomozie na powierzchni bulw nie tworzy się nalot, a ziemniak wewnątrz początkowo ma barwę od łososioworóżowej do pomarańczowej, w końcu purpurowoszarą. Jest też wyraźna różnica na brzegach plam; przy suchej zgniliźnie są one rozmyte, przy fomozie wyraźnie odgraniczone od zdrowej tkanki.

## Epidemiologia
Patogen infekuje bulwy ziemniaka w glebie, wiosną lub latem. Przy infekcjach wiosennych na silnie porażonych bulwach nie rozwijają się kiełki, co prowadzi do obniżenia obsady roślin na polu (nawet do 25%). W konsekwencji słabszych infekcji dochodzi do opóźnienia wschodów i osłabienia rozwijających się roślin. Infekcje jesienne prowadzą do całkowitego zniszczenia bulw. Patogenowi sprzyjają:
- zbiór ziemniaków, zwłaszcza niedojrzałych podczas wilgotnej pogody
- uszkodzenia mechaniczne bulw i porażenia przez inne choroby
- zbyt wczesne sadzenie, do nieogrzanej i wilgotnej gleby
- zbyt duże stężenie dwutlenku węgla w przechowalni i wilgotność powyżej 70%[3].
- wysoka temperatura w przechowalni

Optymalna temperatura dla rozwoju suchej zgnilizny wynosi od 15 do 20 °C. Patogeny z rodzaju Fusarium mogą w glebie przetrwać 5–7 lat.

## Ochrona
Choroba nie podlega leczeniu. Można tylko jej zapobiegać poprzez:
- używanie do sadzenia tylko zdrowych bulw
- 4–5 letnie przerwy w uprawie ziemniaków na tym samym polu
- ograniczenie uszkodzeń mechanicznych bulw. Ich główne przyczyny to: kamienista gleba, zachwaszczenie, zły stan techniczny maszyn do uprawy ziemniaków, zbyt płytko lub zbyt głęboko pracujące maszyny zbierające ziemniaki, wysypywanie ziemniaków ze zbyt dużej wysokości
- prowadzenie wykopków dopiero, gdy ziemniaki osiągną dojrzałość technologiczną (skórka bulw nie schodzi pod naciskiem palca)
- prowadzenie wykopków przy suchej pogodzie i temperaturze powyżej 8 °C
- utrzymywanie w przechowalni, w której znajdują się bulwy, odpowiedniej temperatury i wilgotności. Przed umieszczeniem w przechowalni bulwy powinny być przesuszone w temperaturze około 18–20 °C przez 1–2 tygodnie (odbudowuje się wówczas uszkodzony naskórek)
- zaprawienie bulw przeznaczonych do sadzenia imazalilem aparaturą ULV lub aparatem Mantis w okresie do tygodnia po wykopkach (zaprawione ziemniaki nie nadają się do spożycia)[3]